# Distretto di Malong
Il distretto di Malong (马龙区S, Mǎlóng QūP) è un distretto della Cina, situato nella provincia di Yunnan e amministrato dalla prefettura di Qujing.